# Wjatschaslau Kebitsch

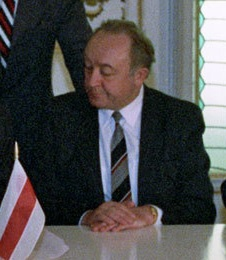
Wjatschaslau Kebitsch (1991)

Wjatschaslau Franzawitsch Kebitsch (* 10. Juni 1936 in Koniuszewszczyzna, Polen; † 9. Dezember 2020) war ein belarussischer Politiker und der erste Premierminister des Landes.

## Leben und Wirken
Kebitsch war von Beruf Maschineningenieur; seit 1978 war er Leitender Manager der Maschinenbaufirma S. M. Kirow in Minsk.
In der Periode der Perestrojka ging er in die Politik und war seit dem 7. April 1990 Vorsitzender des Ministerrates, ab 18. September 1991 mit dem Titel „Premierminister“. Am 8. Dezember 1991 unterschrieb er zusammen mit fünf anderen Funktionsträgern aus Russland, der Ukraine und Belarus das Gründungsdokument der Gemeinschaft Unabhängiger Staaten, die Belowescher Vereinbarungen. Das Amt des Premierministers bekleidete er bis zum 21. Juli 1994. Während seiner Amtszeit setzte sich Kebitsch für eine wirtschaftliche Eigenständigkeit der belarussischen Republik ein.
Bei der Präsidentschaftswahl vom 17. Juli 1994 unterlag Kebitsch Aljaksandr Lukaschenka. Obwohl Kebitsch im Vorfeld der Wahl landesweit als Sieger erwartet wurde, erreichte er im ersten Wahlgang  deutlich weniger Stimmen als Lukaschenka (17,4 % gegen 45,1 %) und unterlag in der folgenden Stichwahl deutlich (80,1 % für Lukaschenka).
Das Wahlergebnis wurde insgesamt als Protestwahl und Ausdruck verlorenen Vertrauens in die Regierung von Kebitsch, besonders im Bezug auf die damalige Wirtschaftspolitik und -krise aufgefasst.